# Lakewood (Californië)
Lakewood is een plaats (city) in de Amerikaanse staat Californië en valt bestuurlijk gezien onder Los Angeles County.

## Demografie
Bij de volkstelling in 2000 werd het aantal inwoners vastgesteld op 79.345.
In 2006 is het aantal inwoners door het United States Census Bureau geschat op 80.055, een stijging van 710 (0,9%).

## Geografie
Volgens het United States Census Bureau beslaat de plaats een oppervlakte van
24,6 km², waarvan 24,4 km² land en 0,2 km² water.

## Plaatsen in de nabije omgeving
De onderstaande figuur toont nabijgelegen plaatsen in een straal van 8 km rond Lakewood.